# Gonomyia molokaiensis
Gonomyia molokaiensis är en tvåvingeart som beskrevs av Hardy 1953. Gonomyia molokaiensis ingår i släktet Gonomyia och familjen småharkrankar. Inga underarter finns listade i Catalogue of Life.